# 고아리 (가수)
고아리(1987년 7월 27일 ~ )는 대한민국의 가수다. 광주광역시 무형문화재 제14호 판소리 심청가 이수자이며 2020년 싱글 사랑의 연금술사로 데뷔했다.본명은 김지현이다.

## 방송
- 트롯신이 떴다 2 (2020) - Top30(29위)(예명)
- 트로트의 민족 (2020) - Top80(예명)
- 현역가왕(2023) - Top25(19위)(본명)

## 음반
- 사랑의 연금술사 (2020)
- 고아리 찬불가 (2021)

## 수상
- 한밭 전국 판소리 경연대회 고등부 대상
- 화순 전국 판소리 경연대회 일반부 종합 대상
- 대한민국 환경문화대상 국악 대상